# حاجز (أداة)

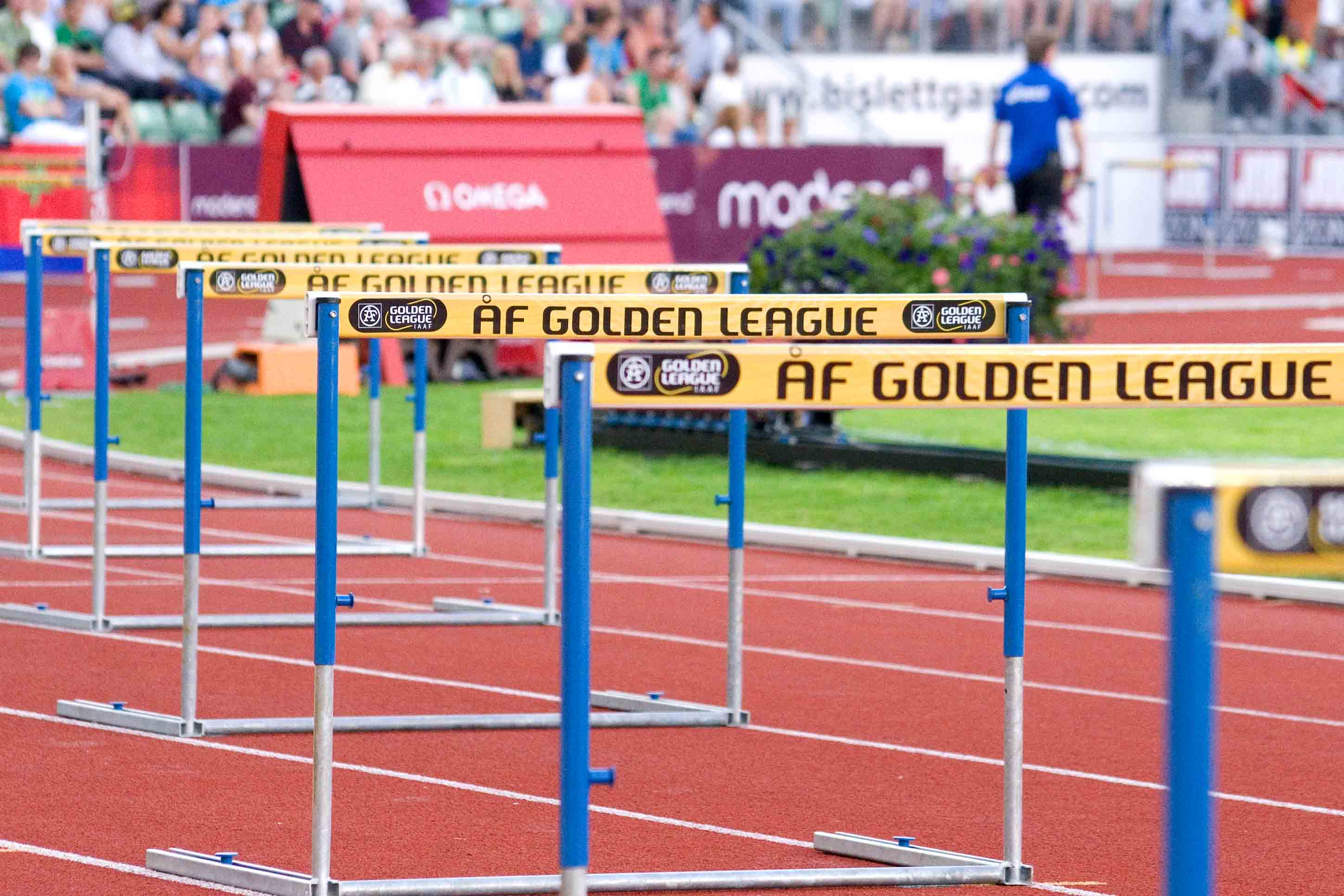
حواجز سباقات المضمار والميدان

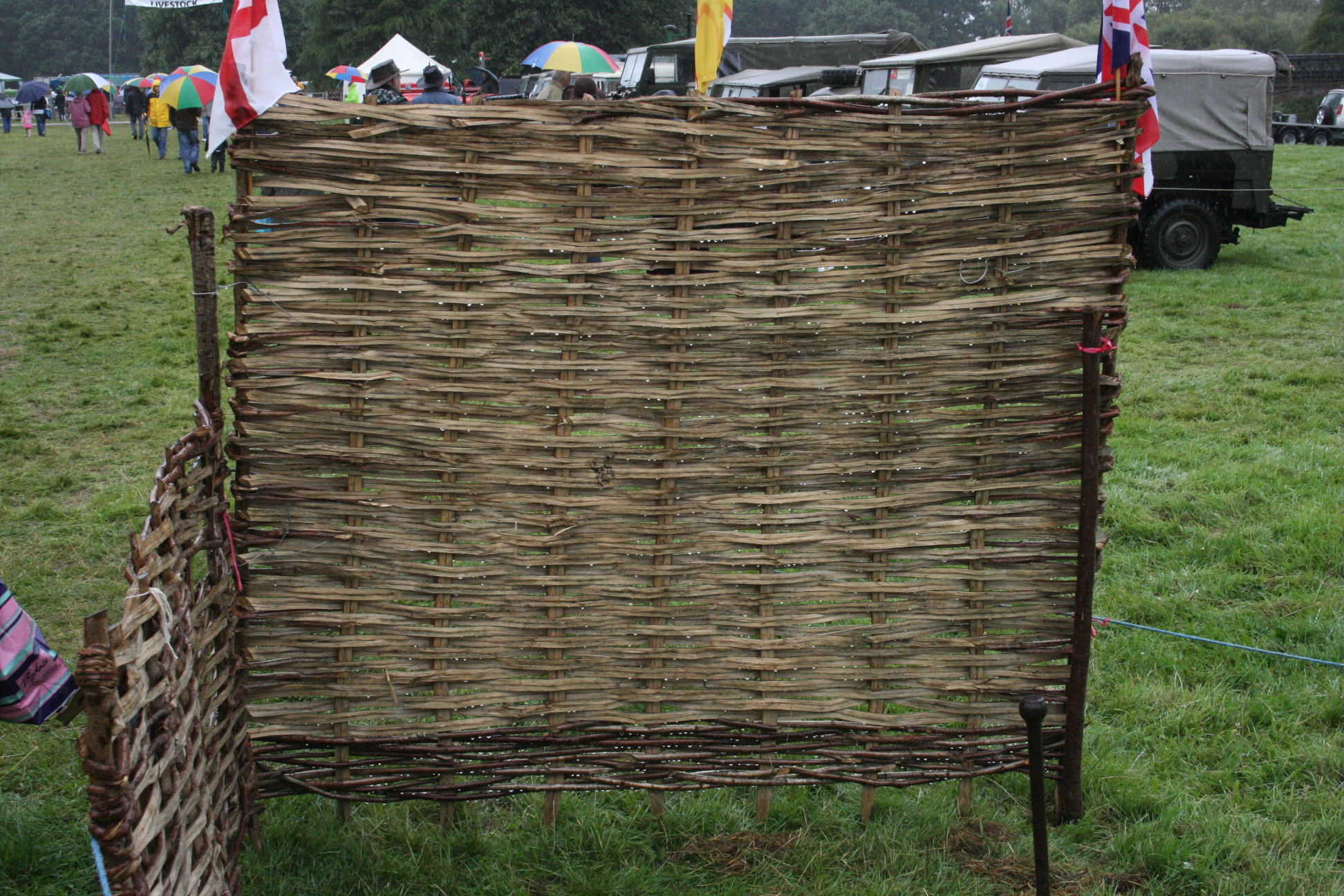
حاجز وتل تقليدية

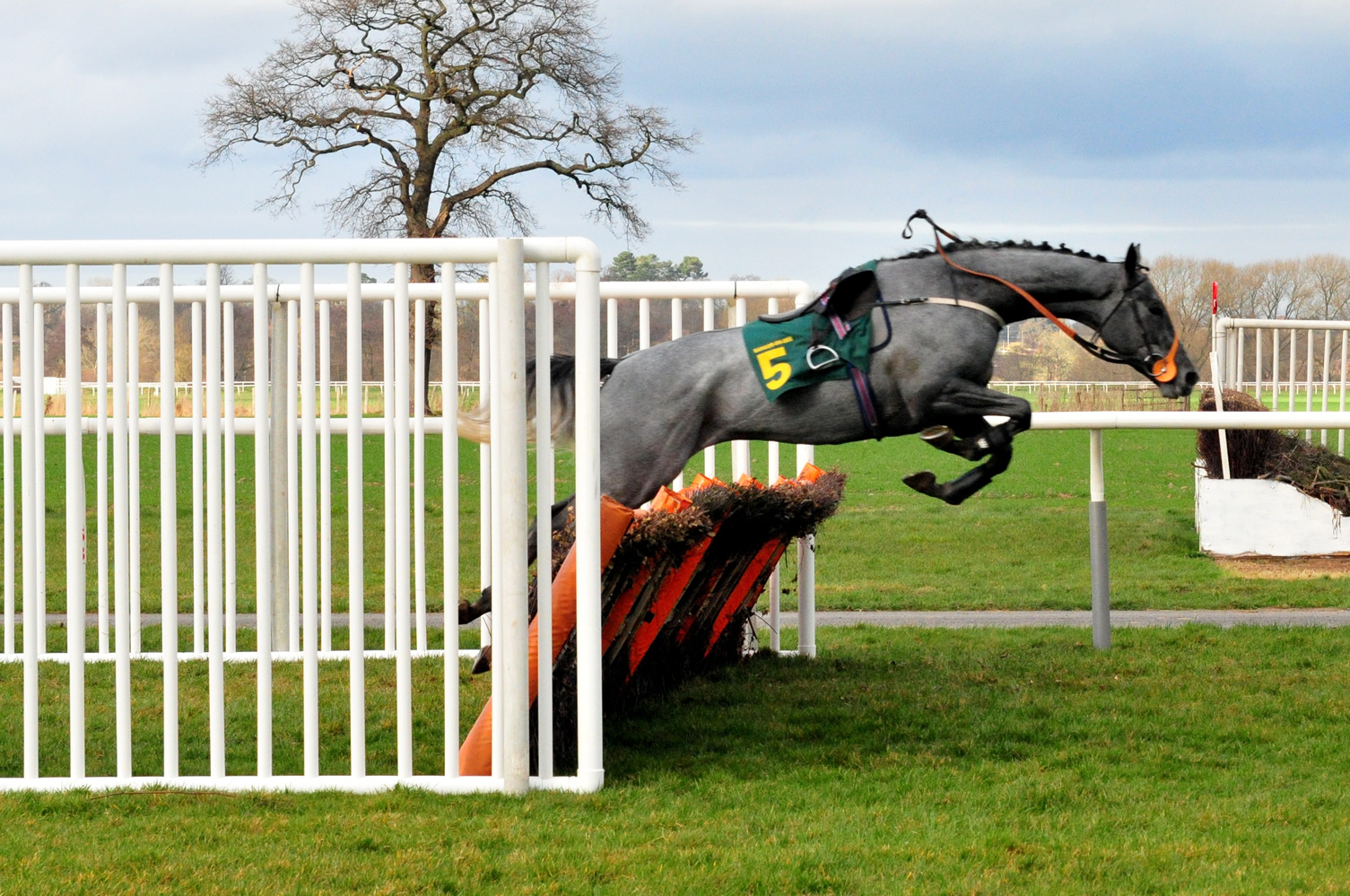
حصان يقفز بحُرية في حواجز

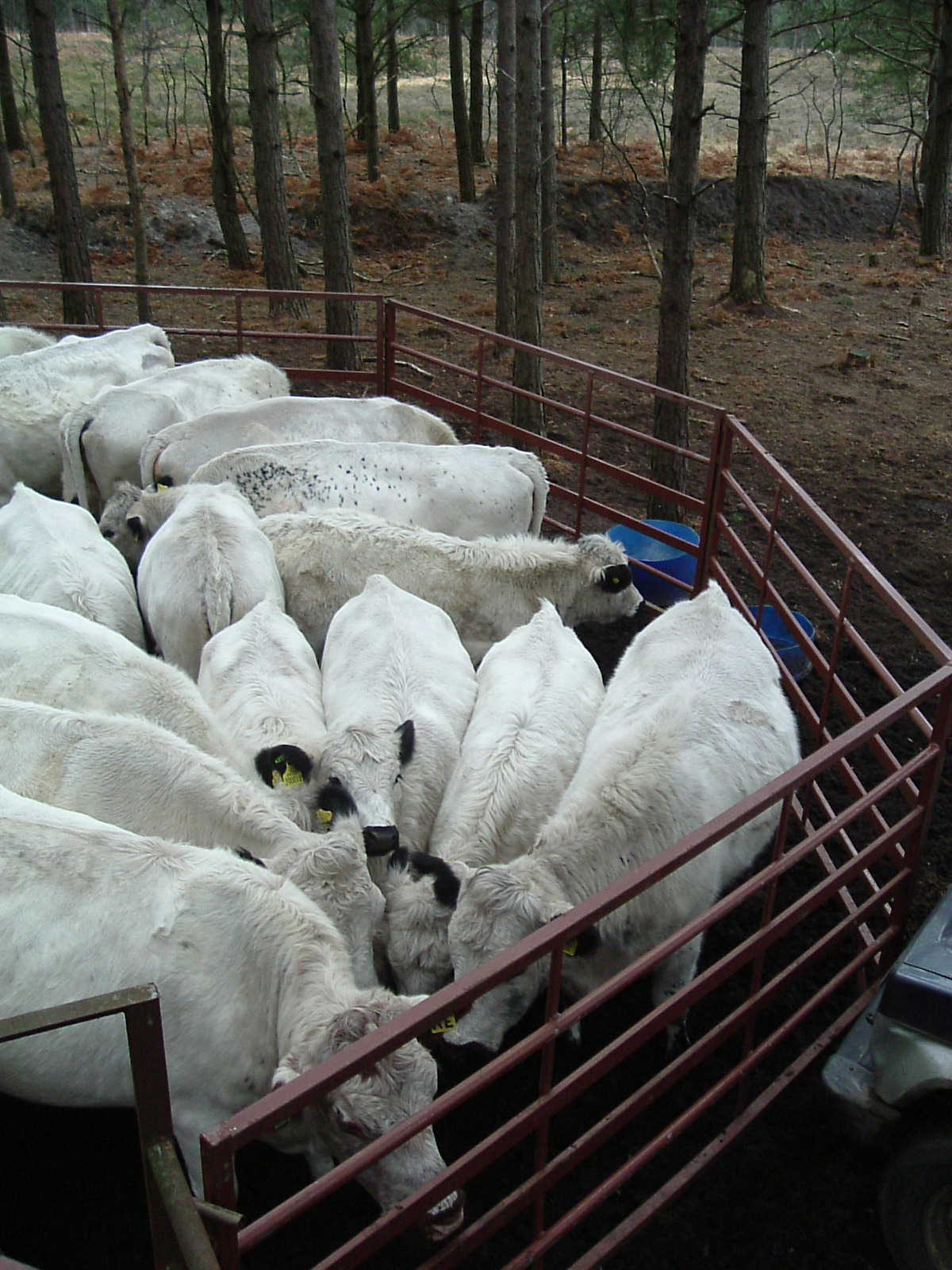
حظيرة ماشية متنقلة مصنوعة من الوشيع النقال الفولاذي

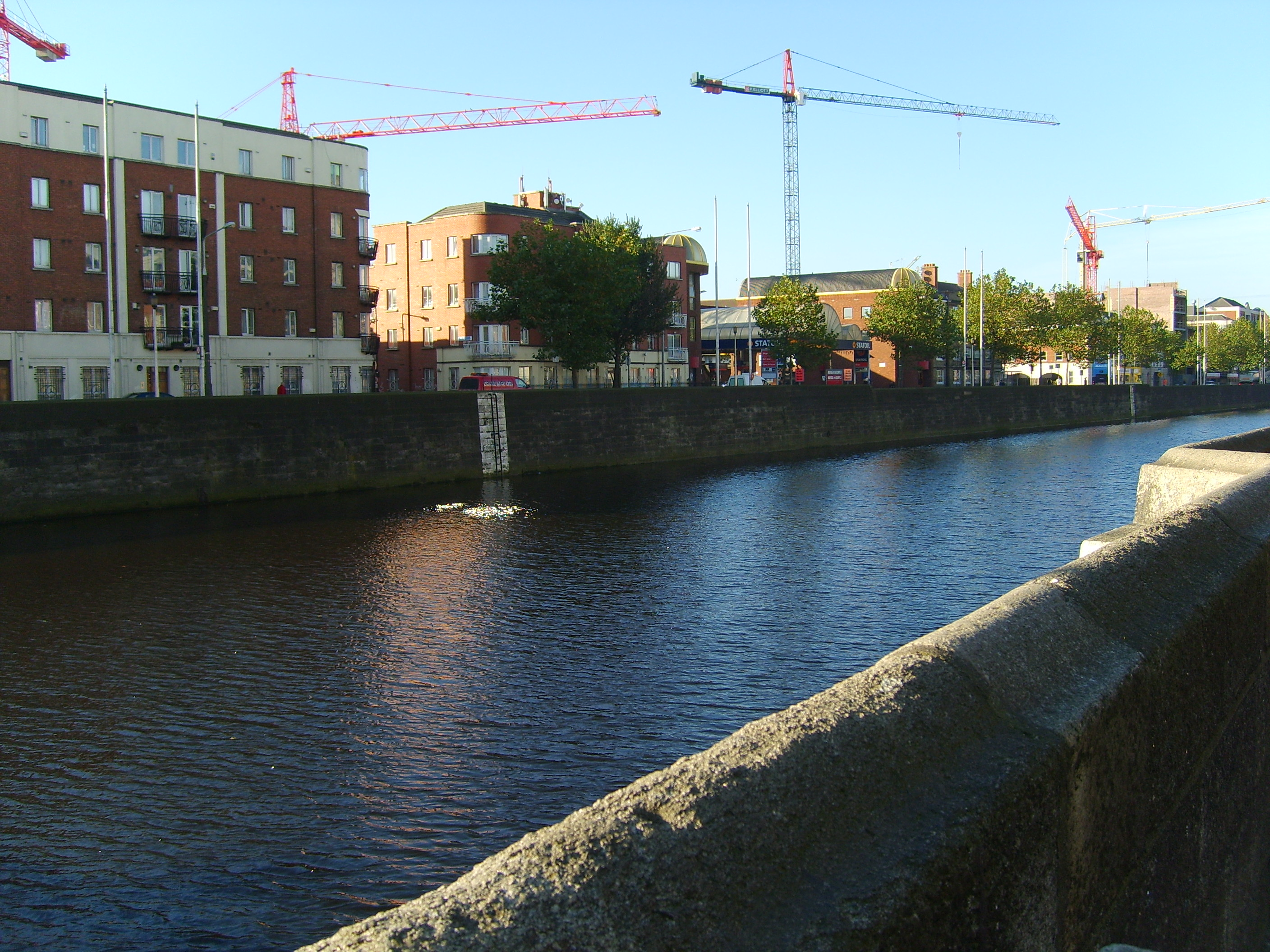
حاجز حجري في دبلن

الحَاجز أو الوشيع النقالهي جزء متحرك من سور خفيف. تشير كلمة حاجز في المقام الأول إلى الأسوار المستخدمة عقبات قفز للمطاردة بالخيول أو سباقات المضمار والميدان البشرية. كانت العوائق التقليدية مصنوعة من الوتل لكن التصاميم الحديثة لها تصنع من الفلزات. تُستخدم لحظر الماشية أو سورًا زخرفيًا للتزلج على المنحدرات وفي سباقات المضمار والميدان المتمثلة في سباق الحواجز.